# EFootball Pro Evolution Soccer 2020
eFootball Pro Evolution Soccer 2020 (oficialmente abreviado eFootball PES 2020, también llamado eFootball Winning Eleven 2020 en Japón) es un videojuego de simulación de fútbol desarrollado por PES Productions y publicado por Konami. Fue anunciado en el E3 2019 el 11 de junio de 2019.
El juego es la 19.ª entrega de la serie de videojuegos Pro Evolution Soccer y fue lanzado en Microsoft Windows, PlayStation 4 y Xbox One el 10 de septiembre (y el 12 de septiembre para estas plataformas en Japón). El nuevo juego presenta un cambio de nombre este año con la adición de «eFootball» dentro del título que simboliza un impulso en el espacio de juego en línea con un enfoque en los torneos eFootball.Open e eFootball.Pro. Lionel Messi, del FC Barcelona de España, regresa como la estrella de la portada de la edición estándar, desde su última aparición en la portada de Pro Evolution Soccer 2011, junto a Miralem Pjanić, del Juventus de Italia, Scott McTominay, del Manchester United de Inglaterra y Serge Gnabry, del Bayern Múnich de Alemania, mientras que Ronaldinho hace su debut en la saga con la portada de la edición «leyenda».
Una versión free to play llamada eFootball PES 2020 Lite fue lanzada en diciembre de 2019. En esta versión es posible jugar partidos amistosos, multijugador en línea competitivo (llamado efootball) y los modos Matchday y myClub.

## Demostración
Fue lanzado el 30 de julio de 2019. En el primer informe, se anunciaron 11 clubes, agregando el 12 ° club Manchester United el 3 de julio, el 13 ° club Bayern Munich el 12 de julio y el 14 ° club Juventus el 16 de julio. Sin embargo, Universidad de Chile, que estaba programado para ser incluido en la versión de prueba, desapareció de la lista de equipos, y el número de equipos disponibles es 13. Los equipos actuales son, FC Barcelona, Arsenal FC, Manchester United, Juventus, Bayern de Múnich, Boca Juniors, River Plate, Corinthians, Flamengo, Palmeiras, São Paulo, Vasco da Gama, Colo-Colo. Los tres estadios disponibles son el Allianz Arena, el Allianz Parque y el Neu Sonne Arena. El modo de edición se ha agregado a este trabajo, permitiéndole editar la primera y segunda división de Inglaterra, la primera división de España y tres ligas ficticias, PEU, PLA y PAS.

## Novedades
Incluido por primera vez en la serie Pro Evolution Soccer, hay un nuevo modo de juego llamado Matchday. Los jugadores de todo el mundo ayudan a su equipo a gloriar un partido a la vez en el nuevo modo Matchday. Konami elegirá un partido importante o un juego de derby cada semana, luego los jugadores pueden decidir qué equipo quieren representar en la jornada.
También se cuenta con los ya conocidos modos: MyClub, Ser una Leyenda y Liga Máster. Esta última tiene nuevas funciones como un sistema de diálogo interactivo, traspasos más realistas, modelos de entrenador mejorados y logos de patrocinadores personalizables.

## EquiposPartner
Desde Pro Evolution Soccer 2017, Konami negocia acuerdos individuales con ciertos equipos de distintas ligas alrededor del mundo, los cuales conceden derechos de comercialización y publicidad, además de la representación real del club en el juego. A estos se los conoce como equipos partner, y este es el listado de los que de momento participan en eFootball PES 2020:
| País       | Equipo                     | Ref    |
| ---------- | -------------------------- | ------ |
| España     | FC Barcelona               | [ 7 ]  |
| España     | RCD Mallorca Nuevo         | [ 8 ]  |
| Inglaterra | Arsenal                    | [ 9 ]  |
| Inglaterra | Manchester United Nuevo    | [ 10 ] |
| Italia     | Juventus Nuevo             | [ 11 ] |
| Italia     | Internazionale de Milán    |        |
| Italia     | AC Milan                   |        |
| Mónaco     | AS Monaco                  |        |
| Alemania   | Bayern de Múnich Nuevo     | [ 12 ] |
| Alemania   | Schalke 04                 |        |
| Escocia    | Celtic FC                  |        |
| Escocia    | Rangers FC                 |        |
| Rusia      | FC Zenit Nuevo             | [ 13 ] |
| Argentina  | Boca Juniors               |        |
| Argentina  | River Plate                |        |
| Brasil     | SC Corinthians             |        |
| Brasil     | Flamengo                   |        |
| Brasil     | Palmeiras                  |        |
| Brasil     | São Paulo                  |        |
| Brasil     | Vasco da Gama              |        |
| Brasil     | Atlético Mineiro Nuevo     | [ 14 ] |
| Brasil     | Sport Recife Nuevo         |        |
| Chile      | Colo-Colo                  |        |
| Chile      | Universidad de Chile Nuevo | [ 15 ] |
| Perú       | Universitario Nuevo        | [ 16 ] |
| Perú       | Alianza Lima               |        |
| Perú       | Sporting Cristal           |        |
| Perú       | Sport Boys Nuevo           | [ 16 ] |

## Embajadores
| País                 | Jugador         | Equipo            |
| -------------------- | --------------- | ----------------- |
| Argentina            | Lionel Messi    | FC Barcelona      |
| Escocia              | Scott McTominay | Manchester United |
| Alemania             | Serge Gnabry    | Bayern Múnich     |
| Bosnia y Herzegovina | Miralem Pjanić  | Juventus          |

## Licencias

### Competiciones
El juego cuenta con 35 ligas.
Como novedad se destaca la presencia del Campeonato Brasileño de Serie B completamente licenciado, y la licencia completa de la Serie A TIM.
En esta edición regresan las segundas divisiones de España e Italia, luego de su ausencia en Pro Evolution Soccer 2019, según confirmó Adam Bhatti en Twitter.
También, en el lanzamiento del paquete de datos 3.00, se destaca la pérdida de la licencia de la Liga Betplay Dimayor (conocida ahora como "Liga Colombiana"), removiendo las camisetas, nombres y escudos de los clubes participantes, así como el logo oficial de la competición, con nombres genéricos basados en las ciudades. Eso sí, manteniendo los jugadores licenciados incluidos anteriormente. Además, se considera la adquisición de la licencia del club español RCD Mallorca, con los uniformes y el escudo oficiales del equipo y los rostros escaneados de varios jugadores del club.
Finalmente, en la sección de competencias internacionales de selecciones nacionales se confirmó la licencia de la Eurocopa y la de todos los clubes europeos participantes y miembros de la UEFA.
| Nacionales                                             | Nacionales                                            | Nacionales      |
| Región                                                 | Competición                                           | Licencia        |
| América del Sur                                        | América del Sur                                       | América del Sur |
| ------------------------------------------------------ | ----------------------------------------------------- | --------------- |
|                                                        | Copa CONMEBOL Libertadores (Campeonato Sudamericano)  | 2               |
| Argentina                                              | Superliga Argentina                                   | 1               |
| Brasil                                                 | Campeonato Brasileiro Série A                         | 1               |
| Brasil                                                 | Campeonato Brasileiro Série B Nuevo                   | 1               |
| Chile                                                  | Campeonato AFP PlanVital                              | 1               |
| Colombia                                               | Liga Betplay Dimayor (Liga Colombiana) *DLC 3.00      | 4               |
| Bandera de ?                                           | PLA League                                            | 5               |
| Europa                                                 |                                                       |                 |
| Europa                                                 |                                                       |                 |
| UEFA Champions League (Campeonato de Clubes de Europa) | 2                                                     |                 |
| UEFA Europa League (Copa Máster de Europa)             | 2                                                     |                 |
| UEFA Super Cup (Supercopa de Europa)                   | 2                                                     |                 |
| Bélgica                                                | Jupiler Pro League                                    | 1               |
| Dinamarca                                              | 3F Superliga                                          | 1               |
| Escocia                                                | Ladbrokes Premiership                                 | 1               |
| España                                                 | LaLiga Santander (España - División 1)                | 3               |
| España                                                 | LaLiga SmartBank (España - División 2) Vuelve         | 4               |
| Francia Mónaco                                         | Ligue 1 Conforama                                     | 1               |
| Francia Mónaco                                         | Domino's Ligue 2                                      | 1               |
| Inglaterra Gales                                       | Premier League (English League)                       | 3               |
| Inglaterra Gales                                       | EFL Championship (English 2nd División)               | 4               |
| Italia                                                 | Serie A TIM                                           | 1               |
| Italia                                                 | Serie BKT Vuelve                                      | 1               |
| Países Bajos                                           | Eredivisie                                            | 1               |
| Portugal                                               | Liga NOS                                              | 1               |
| Rusia                                                  | Liga Premier de Rusia                                 | 1               |
| Suiza                                                  | Raiffeisen Super League                               | 1               |
| Turquía                                                | Spor Toto Süper Lig                                   | 1               |
| Bandera de ?                                           | PEU League                                            | 5               |
| Asia                                                   |                                                       |                 |
|                                                        | AFC Champions League                                  | 1               |
| China                                                  | CFA Super League                                      | 1               |
| Japón                                                  | J1 League Sólo versión móvil                          | 1               |
| Japón                                                  | J2 League Sólo versión móvil                          | 1               |
| Tailandia                                              | Toyota Thai League                                    | 1               |
| Bandera de ?                                           | PAS League                                            | 5               |
| Internacionales                                        | FIFA Club World Cup (Club International Cup) Parcial. | 2               |
| Internacionales                                        | International Champions Cup                           | 1               |
| Internacionales                                        | Liga Konami                                           | 5               |
| Internacionales                                        | Copa Konami                                           | 5               |

1: Licencia completa.
2: Logo y nombre de la competición no están licenciados.
3: Logo y nombre de la competición, más escudos y nombres de algunos equipos no están licenciados.
| 1. 2. 3. |

4: Logo y nombre de la competición, más escudos y nombres de todos los equipos no están licenciados.
5: Ficticia.

### Otros equipos
| Europa                 | Europa                 |
| Región                 | Equipo                 |
| ---------------------- | ---------------------- |
| Alemania               | Bayer Leverkusen       |
| Alemania               | Bayern de Múnich       |
| Alemania               | Schalke 04             |
| Croacia                | Dinamo Zagreb          |
| Grecia                 | AEK Atenas             |
| Grecia                 | Olympiacos de El Pireo |
| Grecia                 | Panathinaikos          |
| Grecia                 | PAOK                   |
| República Checa        | Slavia Praga           |
| República Checa        | Sparta Praga           |
| Ucrania                | Dinamo de Kiev         |
| Ucrania                | Shakhtar Donetsk       |
| Italia                 | SI Pink Black          |
| Italia                 | Wilrijk PW             |
| AFC Champions League   |                        |
| Arabia Saudita         | Al-Ahli                |
| Arabia Saudita         | Al-Hilal               |
| Arabia Saudita         | Al-Ittihad             |
| Arabia Saudita         | Al-Nassr               |
| Australia              | Melbourne Victory      |
| Australia              | Sydney FC              |
| Catar                  | Al-Duhail              |
| Catar                  | Al-Rayyan              |
| Catar                  | Al-Sadd                |
| China                  | Beijing FC             |
| China                  | Guangzhou Evergrande   |
| China                  | Shandong Luneng        |
| China                  | Shanghái SIPG          |
| Corea del Sur          | Daegu                  |
| Corea del Sur          | Gyeongnam              |
| Corea del Sur          | Jeonbuk Hyundai Motors |
| Corea del Sur          | Ulsan Hyundai          |
| Emiratos Árabes Unidos | Al Ain                 |
| Emiratos Árabes Unidos | Al-Wahda               |
| Emiratos Árabes Unidos | Al-Wasl                |
| Irán                   | Esteghlal              |
| Irán                   | Persépolis             |
| Irán                   | Zob Ahan               |
| Irak                   | Al-Zawraa              |
| Japón                  | Kashima Antlers        |
| Japón                  | Kawasaki Frontale      |
| Japón                  | Sanfrecce Hiroshima    |
| Japón                  | Urawa Red Diamonds     |
| Malasia                | Johor Darul Takzim     |
| Tailandia              | Buriram United         |
| Uzbekistán             | Lokomotiv              |
| Uzbekistán             | Pakhtakor              |
| Latinoamérica          |                        |
| Perú                   | Sport Boys             |
| Perú                   | Alianza Lima           |
| Perú                   | Universitario          |
| Perú                   | Sporting Cristal       |

## Selecciones nacionales
El juego cuenta con 102 selecciones. 	 	
| Región                                                      | Selección                                                    | Licencia |
| ----------------------------------------------------------- | ------------------------------------------------------------ | -------- |
| Global                                                      | Copa Mundial de Fútbol de la FIFA International Cup Parcial. |          |
| Europa                                                      | UEFA Euro                                                    |          |
| Europa                                                      | Albania                                                      | 1        |
| Europa                                                      | Alemania                                                     | 1        |
| Europa                                                      | Andorra Nueva                                                | 1        |
| Europa                                                      | Armenia Nueva                                                | 1        |
| Europa                                                      | Austria                                                      | 1        |
| Europa                                                      | Azerbaiyán Nueva                                             | 1        |
| Europa                                                      | Bélgica                                                      | 1        |
| Europa                                                      | Bielorrusia Nueva                                            | 1        |
| Europa                                                      | Bosnia-Herzegovina                                           | 1        |
| Europa                                                      | Bulgaria                                                     | 1        |
| Europa                                                      | Chipre Nueva                                                 | 1        |
| Europa                                                      | Croacia                                                      | 1        |
| Europa                                                      | Dinamarca                                                    | 1        |
| Europa                                                      | Escocia                                                      | 1        |
| Europa                                                      | Eslovaquia                                                   | 1        |
| Europa                                                      | Eslovenia                                                    | 1        |
| Europa                                                      | España                                                       | 1        |
| Europa                                                      | Estonia Nueva                                                | 1        |
| Europa                                                      | Finlandia Vuelve                                             | 1        |
| Europa                                                      | Francia                                                      | 1        |
| Europa                                                      | Gales                                                        | 1        |
| Europa                                                      | Georgia Nueva                                                | 1        |
| Europa                                                      | Gibraltar Nueva                                              | 1        |
| Europa                                                      | Grecia                                                       | 1        |
| Europa                                                      | Hungría Nueva                                                | 1        |
| Europa                                                      | Inglaterra                                                   | 1        |
| Europa                                                      | Irlanda Vuelve                                               | 1        |
| Europa                                                      | Irlanda del Norte                                            | 1        |
| Europa                                                      | Islandia                                                     | 1        |
| Europa                                                      | Islas Feroe Nueva                                            | 1        |
| Europa                                                      | Israel                                                       | 1        |
| Europa                                                      | Italia                                                       | 1        |
| Europa                                                      | Kazajistán Nueva                                             | 1        |
| Europa                                                      | Kosovo Nueva                                                 | 1        |
| Europa                                                      | Letonia Vuelve                                               | 1        |
| Europa                                                      | Liechtenstein Nueva                                          | 1        |
| Europa                                                      | Lituania Nueva                                               | 1        |
| Europa                                                      | Luxemburgo Nueva                                             | 1        |
| Europa                                                      | Macedonia del Norte Nueva                                    | 1        |
| Europa                                                      | Malta Nueva                                                  | 1        |
| Europa                                                      | Moldavia Nueva                                               | 1        |
| Europa                                                      | Montenegro Vuelve                                            | 1        |
| Europa                                                      | Noruega                                                      | 1        |
| Europa                                                      | Países Bajos                                                 | 1        |
| Europa                                                      | Polonia                                                      | 1        |
| Europa                                                      | Portugal                                                     | 1        |
| Europa                                                      | República Checa                                              | 1        |
| Europa                                                      | Rumania                                                      | 1        |
| Europa                                                      | Rusia                                                        | 1        |
| Europa                                                      | San Marino Nueva                                             | 1        |
| Europa                                                      | Serbia                                                       | 1        |
| Europa                                                      | Suecia                                                       | 1        |
| Europa                                                      | Suiza                                                        | 1        |
| Europa                                                      | Turquía                                                      | 1        |
| Europa                                                      | Ucrania                                                      | 1        |
| África                                                      | Copa Africana de Naciones African Cup Ficticia.              |          |
| África                                                      | Argelia                                                      | 3        |
| África                                                      | Burkina Faso                                                 | 3        |
| África                                                      | Camerún                                                      | 2        |
| África                                                      | Costa de Marfil                                              | 2        |
| África                                                      | Egipto                                                       | 2        |
| África                                                      | Ghana                                                        | 2        |
| África                                                      | Guinea                                                       | 3        |
| África                                                      | Mali                                                         | 3        |
| África                                                      | Marruecos                                                    | 2        |
| África                                                      | Nigeria                                                      | 3        |
| África                                                      | Senegal                                                      | 3        |
| África                                                      | Sudáfrica                                                    | 2        |
| África                                                      | Túnez                                                        | 3        |
| África                                                      | Zambia                                                       | 3        |
| América                                                     |                                                              |          |
| Copa América America Cup Ficticia.                          |                                                              |          |
| Costa Rica                                                  | 2                                                            |          |
| Estados Unidos                                              | 3                                                            |          |
| Honduras                                                    | 2                                                            |          |
| Jamaica                                                     | 3                                                            |          |
| México                                                      | 3                                                            |          |
| Panamá                                                      | 2                                                            |          |
| Argentina                                                   | 1                                                            |          |
| Bolivia                                                     | 2                                                            |          |
| Brasil                                                      | 1                                                            |          |
| Chile                                                       | 1                                                            |          |
| Colombia                                                    | 2                                                            |          |
| Ecuador                                                     | 3                                                            |          |
| Paraguay                                                    | 2                                                            |          |
| Perú                                                        | 1                                                            |          |
| Uruguay                                                     | 3                                                            |          |
| Venezuela                                                   | 2                                                            |          |
| / Asia/Oceanía                                              |                                                              |          |
| Copa Asiática y Copa de Oceanía Asia Oceanian Cup Ficticia. |                                                              |          |
| Arabia Saudita                                              | 3                                                            |          |
| Australia                                                   | 2                                                            |          |
| China                                                       | 3                                                            |          |
| Corea del Norte                                             | 3                                                            |          |
| Corea del Sur                                               | 3                                                            |          |
| Emiratos Árabes Unidos                                      | 3                                                            |          |
| Irak                                                        | 3                                                            |          |
| Irán                                                        | 3                                                            |          |
| Japón                                                       | 1                                                            |          |
| Jordania                                                    | 3                                                            |          |
| Kuwait                                                      | 3                                                            |          |
| Líbano                                                      | 3                                                            |          |
| Nueva Zelanda                                               | 2                                                            |          |
| Omán                                                        | 3                                                            |          |
| Catar                                                       | 3                                                            |          |
| Tailandia                                                   | 1                                                            |          |
| Uzbekistán                                                  | 3                                                            |          |

## Estadios
| Licenciados                | Licenciados  | Licenciados                  | Licenciados                                                  |
| Número                     | País         | Estadio                      | Equipo Local                                                 |
| -------------------------- | ------------ | ---------------------------- | ------------------------------------------------------------ |
| 1                          | España       | Camp Nou                     | FC Barcelona Exclusivo de PES                                |
| 2                          | Alemania     | Allianz Arena                | Bayern de Múnich Exclusivo de PES                            |
| 3                          | Alemania     | Veltins Arena                | Schalke 04                                                   |
| 4                          | Inglaterra   | Emirates Stadium             | Arsenal FC                                                   |
| 5                          | Inglaterra   | Old Trafford                 | Manchester United Regresa                                    |
| 6                          | Inglaterra   | Wembley Stadium              | Selección nacional de Inglaterra DLC UEFA Euro               |
| 7                          | Italia       | Allianz Stadium              | Juventus de Turín Exclusivo de PES                           |
| 8                          | Italia       | Giuseppe Meazza              | Internazionale de Milán                                      |
| 9                          | Italia       | San Siro                     | AC Milan                                                     |
| 10                         | Italia       | Stadio Olímpico de Roma      | Selección nacional de Italia SS Lazio AS Roma                |
| 11                         | Mónaco       | Stade Louis II               | AS Monaco                                                    |
| 12                         | Países Bajos | Johan Cruyff Arena           | Selección nacional de Holanda Ajax de Ámsterdam              |
| 13                         | Países Bajos | De Kuip                      | Feyenoord de Róterdam                                        |
| 14                         | Portugal     | Estádio José Alvalade        | Sporting CP                                                  |
| 15                         | Rusia        | Krestovsky Stadium           | Zenit de San Petersburgo DLC UEFA Euro                       |
| 16                         | Escocia      | Celtic Park                  | Celtic FC                                                    |
| 17                         | Escocia      | Ibrox Stadium                | Rangers FC                                                   |
| 18                         | Suiza        | St. Jakob Park               | FC Basel                                                     |
| 19                         | Turquía      | Şükrü Saracoğlu Stadium      | Fenerbahçe                                                   |
| 20                         | Brasil       | Arena Corinthians            | SC Corinthians                                               |
| 21                         | Brasil       | Allianz Parque               | Palmeiras                                                    |
| 22                         | Brasil       | Estadio Beira-Rio            | SC Internacional                                             |
| 23                         | Brasil       | Estadio Maracaná             | Selección nacional de Brasil Flamengo Fluminense             |
| 24                         | Brasil       | Estadio Mineirão             | Cruzeiro                                                     |
| 25                         | Brasil       | Estadio Morumbi              | São Paulo FC                                                 |
| 26                         | Brasil       | Estadio Palestra Itália      | ex estadio del Palmeiras                                     |
| 27                         | Brasil       | Estadio São Januário         | Vasco da Gama                                                |
| 28                         | Brasil       | Estadio Urbano Caldeira      | Santos FC                                                    |
| 29                         | Brasil       | Arena do Grêmio              | Grêmio Nuevo                                                 |
| 30                         | Argentina    | El Monumental                | Selección nacional de Argentina River Plate Exclusivo de PES |
| 31                         | Argentina    | La Bombonera                 | Boca Juniors Exclusivo de PES                                |
| 32                         | Chile        | Monumental                   | Colo-Colo Exclusivo de PES                                   |
| 33                         | Perú         | Estadio Alejandro Villanueva | Alianza Lima                                                 |
| 34                         | Japón        | Saitama Stadium 2002         | Urawa Red Diamonds                                           |
| Ficticios y no licenciados |              |                              |                                                              |
| 35                         | Ficticio     | KONAMI Stadium               |                                                              |
| 36                         | Ficticio     | PES LEAGUE Stadium           |                                                              |
| 37                         | Ficticio     | Neu Sonne Arena              |                                                              |
| 38                         | Ficticio     | Metropole Arena              |                                                              |
| 39                         | Ficticio     | Hoofdstad Stadion            |                                                              |
| 40                         | Ficticio     | Estadio Campeones            |                                                              |
| 41                         | Ficticio     | Estadio de Escorpião         |                                                              |
| 42                         | Ficticio     | Estadio del Nuevo Triunfo    |                                                              |
| 43                         | Ficticio     | Stade de Sagittaire          |                                                              |
| 44                         | Ficticio     | Studio Orione                |                                                              |
| 45                         | Ficticio     | Burg Stadion                 |                                                              |
| 46                         | Ficticio     | Estadio del Martingal        |                                                              |
| 47                         | Ficticio     | Rose Park Stadium            |                                                              |
| 48                         | Ficticio     | Coliseo de los Deportes      |                                                              |
| 49                         | Ficticio     | Sports Park                  |                                                              |
| 50                         | Ficticio     | Village Road                 |                                                              |
| 51                         | Ficticio     | Stadio Nazionale             |                                                              |
| 52                         | Ficticio     | Estadio del Tauro            |                                                              |
| 53                         | Ficticio     | eFootball.Pro Arena          |                                                              |

## Comentaristas
Como novedad con respecto a Pro Evolution Soccer 2019, se suman comentaristas coreanos.
| Idioma    | Región                             | Comentarista(s)                             | Notas |
| --------- | ---------------------------------- | ------------------------------------------- | ----- |
| Alemán    | Alemania                           | Marco Hagemann Hansi Küpper                 |       |
| Árabe     | Arabia Saudita                     | Fahad Al-Otaibi                             |       |
| Chino     | China                              | Wang Tao Miao Kun                           |       |
| Chino     | Hong Kong                          | Vince Ng Keyman Ma                          |       |
| Coreano   | Corea del Sur                      | Junil So June Hea Hahn                      | Nuevo |
| Español   | Argentina                          | Rodolfo de Paoli Diego Latorre              |       |
| Español   | Chile                              | Claudio Palma Aldo Schiappacasse            |       |
| Español   | España                             | Carlos Martínez Julio Maldonado (Maldini)   |       |
| Español   | México y América Latina            | Christian Martinoli Luis García             |       |
| Francés   | Francia                            | Grégoire Margotton Darren Tulett            |       |
| Griego    | Grecia                             | Christos Sotirakopoulos Yiorgos Thanailakis |       |
| Inglés    | Reino Unido Estados Unidos Irlanda | Peter Drury Jim Beglin                      |       |
| Italiano  | Italia                             | Fabio Caressa Luca Marchegiani              |       |
| Japonés   | Japón                              | Jon Kabira Tsuyoshi Kitazawa                |       |
| Portugués | Brasil                             | Milton Leite Mauro Beting                   |       |
| Portugués | Portugal                           | Pedro Sousa Luís Freitas Lobo               |       |

## Leyendas de MyClub
Las siguientes leyendas fueron reveladas para el modo MyClub de eFootball PES 2020:

### Porteros
| - Oliver Kahn (Leyendas de Alemania) - Francesco Toldo (Leyendas Inter de Milán) - Dida (Leyendas AC Milan) - Iker Casillas (Leyendas myClub) | - Christian Abbiati (Leyendas AC Milan) - Petr Čech (Leyendas Arsenal) - Shay Given (Leyendas myClub) |

### Defensas
| - Franz Beckenbauer (Leyendas de Alemania) - Javier Zanetti (Leyendas Inter de Milán) - Roberto Carlos (Leyendas de Brasil) - Paolo Maldini (Leyendas AC Milan) - Franco Baresi (Leyendas AC Milan) - Cafú (Leyendas AC Milan) - Sol Campbell (Leyendas Arsenal) - Walter Samuel (Leyendas Inter de Milán) | - Ricardo Rocha (Leyendas São Paulo FC) - Bixente Lizarazu (Leyendas FC Bayern de Múnich) - Diego Lugano (Leyendas São Paulo FC) - Giuseppe Bergomi (Leyendas Inter de Milán) - Iván Córdoba (Leyendas Inter de Milán) - Christian Chivu (Leyendas Inter de Milán) - Denis Irwin (Leyendas Manchester United) - Carles Puyol (Leyendas FC Barcelona) |

### Mediocampistas
| - Diego Maradona (Leyendas myClub) - Zico (Leyendas de Brasil) - Andrés Iniesta (Leyendas myClub) - Ruud Gullit (Leyendas AC Milan) - Andrea Pirlo (Leyendas Juventus) - David Beckham (Leyendas Manchester United) - Paul Scholes (Leyendas Manchester United) - Patrick Vieira (Leyendas Inter de Milán) - Luís Figo (Leyendas FC Barcelona) - Rivaldo (Leyendas FC Barcelona) - Lothar Matthäus (Leyendas FC Bayern de Múnich) - Álvaro Recoba (Leyendas Inter de Milán) - Raí (Leyendas São Paulo FC) - Pavel Nedvěd (Leyendas Juventus) - Hidetoshi Nakata (Leyendas myClub) - Esteban Cambiasso (Leyendas Inter de Milán) - Youri Djorkaeff (Leyendas myClub) - Tomáš Rosický (Leyendas myClub) - Junichi Inamoto (Leyendas myClub) - Xavi (Leyendas FC Barcelona) | - Deco (Leyendas FC Barcelona) - Park Ji-Sung (Leyendas Manchester United) - Robert Pirès (Leyendas Arsenal) - Dejan Stanković (Leyendas Inter de Milán) - Emmanuel Petit (Leyendas myClub) - Gilberto Silva (Leyendas Arsenal) - Bryan Robson (Leyendas Manchester United) - Pep Guardiola (Leyendas FC Barcelona) - Rafael van der Vaart (Leyendas myClub) - Shunsuke Nakamura (Leyendas myClub) - Guti (Leyendas myClub) - Gareth Barry (Leyendas myClub) - Frank Lampard (Leyendas myClub) - Frank Rijkaard (Leyendas FC Barcelona) - Ryan Giggs (Leyendas Manchester United) - Xabi Alonso (Leyendas myClub) - Steven Gerrard (Leyendas myClub) - Shinji Ono (Leyendas myClub) |

### Delanteros
| - Johan Cruyff (Leyendas myClub) - Romário (Leyendas de Brasil) - Karl-Heinz Rummenigge (Leyendas FC Bayern de Múnich) - Ronaldinho Gaúcho (Leyendas de Brasil) - Gabriel Batistuta (Leyendas myClub) - Adriano (Leyendas Inter de Milán) - Francesco Totti (Leyendas myClub) - Alessandro Del Piero (Leyendas myClub) - Patrick Kluivert (Leyendas FC Barcelona) - Ludovic Giuly (Leyendas FC Barcelona) - Bebeto (Leyendas de Brasil) - Andrey Arshavin (Leyendas FC Zenit) - Andy Cole (Leyendas Manchester United) - Diego Forlán (Leyendas myClub) - Paul Gascoigne (Leyendas myClub) | - Marcelo Salas (Leyendas myClub) - Iván Zamorano (Leyendas myClub) - Dwight Yorke (Leyendas Manchester United) - Denílson (Leyendas de Brasil) - Fredrik Ljungberg (Leyendas Arsenal) - Daniele Massaro (Leyendas AC Milan) - Fernando Morientes (Leyendas myClub) - Élber (Leyendas FC Bayern de Múnich) - Denis Law (Leyendas Manchester United) - Michael Owen (Leyendas myClub) - Robbie Keane (Leyendas myClub) - Jan Koller (Leyendas myClub) - Marco van Basten (Leyendas myClub) - Dennis Bergkamp (Leyendas Arsenal) - Fernando Torres (Leyendas myClub) - Filippo Inzaghi (Leyendas myClub) |

## Versión gratuita
En diciembre de 2019, Konami lanzó una versión gratuita del juego, llamada eFootball PES 2020 Lite. De manera similar a la estrategia comercial adoptada con ediciones anteriores, esta versión incluye acceso completo al modo MyClub, además del modo competitivo eFootball (ex PES League), el modo cooperativo y el modo Matchday. En las modalidades en línea, esta versión permite jugar indistintamente con usuarios que posean el juego completo. eFootball PES 2020 Lite fue lanzado para PlayStation 4, Xbox One, y Windows a través de Steam. La versión para PC tiene un modo de edición exclusivo que permite modificar equipos y jugadores, para luego compartirlo por Internet.

## Actualizaciones

### Paquete de datos 1.01
Fue lanzado el 10 de septiembre de 2019 e incluyó:
- Nuevas de selecciones nacionales con licencia: Rusia y Andorra.
- Actualizada la lista de equipos de la Jupiler Pro League y la segunda división de Italia.
- Nuevos jugadores de equipos nacionales con licencia de Marruecos, Egipto, Costa Rica, Honduras, Paraguay, Costa de Marfil, Panamá y Montenegro.
- 28 nuevos modelos de caras de jugadores.
- Actualizadas las fotos de más de 100 jugadores.
- Actualizados los uniformes de más de 180 equipos.
- 4 modelos de botas nuevos.
- Agregados los balones de la Serie A TIM y la 3F Superliga.

### Paquete de datos 1.02
Fue lanzado el 3 de octubre de 2019 e incluyó:
- Caras y fotos de algunos personajes actualizadas

### Paquete de datos 2.0
Fue lanzado el 24 de octubre de 2019 e incluyó:
- Nueva licencia de la Serie BKT.
- 100 nuevos modelos de caras de jugadores.
- Actualizadas fotos de jugadores.
- Actualizadas fotos de directores técnicos.
- Actualizados uniformes.
- 8 nuevos modelos de botas.
- Añadidos los balones de la Serie BKT y la Superliga Argentina.
- Añadidos los trofeos de la Serie A TIM y la Russian Premier League.
- Actualizados los exteriores del Emirates Stadium.
- Actualizados fondos de prensa.

### Paquete de datos 3.0
Fue lanzado el 5 de diciembre de 2019 e incluyó:
- Cambio del nombre de la Liga Águila y de sus equipos participantes (nombres, kits y logos genéricos).
- Licencia del club español RCD Mallorca.
- 30 nuevos modelos de caras de jugadores.
- Nuevo estadio: Arena do Gremio.
- Vistas exteriores de Old Trafford y Allianz Stadium.
- Nueva cinemática de túnel del Cicero Pompeu de Toledo.
- Uniformes actualizados de las selecciones nacionales de Alemania, España, Japón, Irlanda del Norte, Gales, Bélgica y Escocia.
- Se recupera la licencia de Colombia, y se licencia la selección de Ghana
- 7 nuevos modelos de botas.

### Paquete de datos 4.0
Fue lanzado el 13 de febrero de 2020 e incluyó:
- Datos de nuevas ligas
- Nuevos uniformes y actualización de algunos uniformes
- Nuevos fondos de prensa
- Nuevas caras de personajes
- Nuevas fotos de directores técnicos
- Nuevos modelos de botas, balones y celebraciones de gol

### Paquete de datos 5.0
Fue lanzado el 5 de marzo de 2020 e incluyó:
- Nuevos uniformes y actualización de algunos, entre ellos el uniforme del equipo FC Bayern München
- Nuevos modelos de caras

### Paquete de datos 6.0
Fue lanzado el 9 de abril de 2020 e incluyó:
- Nombres de equipos, escudos y uniformes actualizados
- fondos de prensa actualizados
- Nuevos modelos de caras y fotos de jugadores
- Nuevas fotos de directores técnicos
- Nombres de jugadores actualizados
- Letreros de estadio nuevos/actualizados
- Nuevos balones

### Paquete de datos 7.0
Fue lanzado el 4 de junio de 2020 e incluyó:
- Las 55 selecciones nacionales de la UEFA, las alineaciones y el uniforme actual
- Modo de torneo oficial UEFA EURO 2020
- 2 nuevos estadios, Wembley Stadium de la selección nacional de Inglaterra y Krestovsky Stadium del Zenit de San Petersburgo
- Balón oficial de la fase de grupos de la UEFA EURO 2020
- Jugadores destacados de la UEFA EURO 2020, los partidos temáticos y otros eventos en el juego

### Paquete de datos 8.0
Fue lanzado el 25 de junio de 2020 e incluyó:
- Nuevos modelos de caras
- Nuevas fotos de jugadores
- nuevas fotos de directores técnicos

## Banda sonora
- Biig Piig - Dinner's Gettin' Cold
- Blimes & Redinho - Snake Skin Boots
- Branko & PEDRO - MPTS
- Broncho - Boys Got Go
- Buzzard Buzzard Buzzard - Double Denim Hop
- CLiQ ft. Ms Banks & Alika - Anything I Do
- Dirty Nice ft. Desta French - Luvin U
- Dylan Cartlidge - Higher
- Empress Of - When I'm With Him
- Gengahr - Heavenly Maybe
- Georgia - Started Out
- Johnny Marr - Armatopia
- Jordan Rakei - Say Something
- Leo Justi ft. Empara Mi - Bounce
- Low Island - In Person
- Nilüfer Yanya - In Your Head
- Obongjayar - Frens
- Parquet Courts - Wide Awake
- Party Favor ft. Bipolar Sunshine - Circle Up
- Pumarosa - Heaven
- Ross from Friends - The Revolution
- Sharon Van Etten - Comeback Kid
- Tasha the Amazon - Intercontinental
- Te'Amir - Afrika
- The Brian Jonestown Massacre - Forgotten Graves